# 나병환
나병환(한국 한자: 羅炳煥, 1987년 11월 14일 ~ )은 대한민국의 전 축구 선수이며, 포지션은 수비수였다.